# الکساندر نش
الکساندر نش (انگلیسی: Alexander Nash; ۳۰ اوت ۱۸۴۹ – ۱۸ ژوئیهٔ ۱۹۰۶) بازیکن فوتبال اهل پادشاهی متحد بریتانیای کبیر و ایرلند بود.
از باشگاه‌هایی که در آن بازی کرده‌است می‌توان به باشگاه فوتبال واندررز اشاره کرد.